# Левицький Максим
Максим Левицький також Макс Левицький (нар. ? — пом. 1939) — український громадський діяч, правознавець, декан правничого факультету Таємного українського університету.

## Життєпис

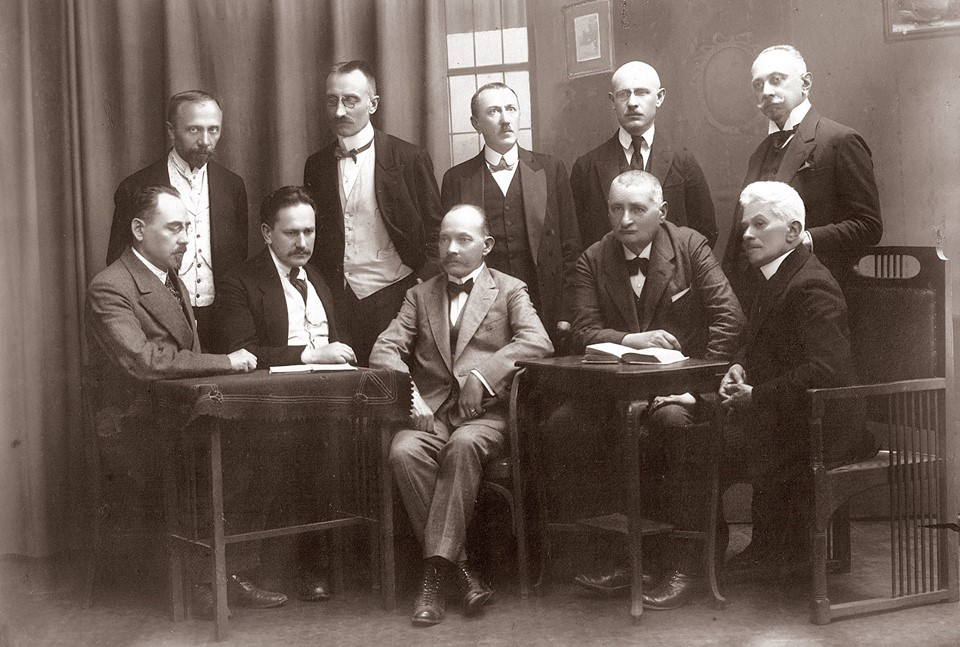
Сенат Українського таємного університету у Львові, 1921 рік. Сидять: Мирон Кордуба, Мар'ян Панчишин, Василь Щурат, Іван Куровець, Максим Левицький; стоять: Іван Раковський, Володимир Вергановський, Роман Ковшевич, Максим Музика, Мирон Вахнянин

Максим Левицький закінчив Львівський університет, здобув ступінь доктора права. Ще під час навчання разом з Костем Левицьким, Степаном Федаком, М. Шухевичем, Ярославом Кулачковським та іншими, під керівництвом Омеляна Огоновського, створив першу громадську організацію правознавців: «Кружок правників», який розпочав працю над виробленням української правничої термінології, запровадженням української мови у судовій сфері. 
Після того, як українські війська наприкінці листопада 1918 залишили Львів, а польська окупаційна влада почала масово переслідувати українців, що супроводжувалося численними політичними процесами, Максим Левицький очолив «Колегію українських оборонців», створену при Українському горожанському комітеті для правового захисту інтернованих та заарештованих українців у судах Польщі. 
Від 1921 року Максим Левицький викладав у Українському (таємному) університеті у Львові, входив до складу Сенату, де обіймав посаду заступника господара. Був деканом правничого факультету Таємного українського університету. За те, що викладав у таємному університеті наприкінці 1924 року зазнав переслідувань з боку поліції. 
У 1923 році Максим Левицький був одним з тих, хто створив «Союз українських адвокатів», оскільки порушення прав українського населення з боку польської влади було настільки масовим, що сил «Колегії українських оборонців» було замало, що стало однією з причин створення і діяльності. 20 травня 1923 року на Установчих зборах «Союзу українських адвокатів» був обраний першим заступником голови. 13 лютого 1926 року, на Четвертих загальних зборах «Союзу українських адвокатів», Максима Левицького було обрано до контрольної комісії.
20 квітня 1924 року увійшов до складу Тіснішого Народного Комітету Української народної трудової партії. 
У міжвоєнний період активно виступав захисником на політичних процесах.